# George Marthins
George Eric McCarthy Marthins  (ur. 24 grudnia 1905 w Madrasie, zm. 23 marca 1989 w Ottawie) – indyjski hokeista na trawie. Złoty medalista olimpijski z Amsterdamu.
Zawody w 1928 były jego jedynymi igrzyskami olimpijskimi. W turnieju rozegrał 5 spotkań, w których zdobył 3 gole. 